# Ouderkerk aan de Amstel

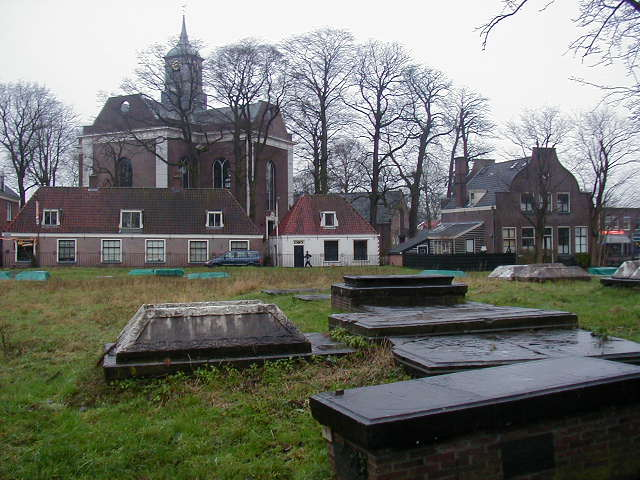
O centro de Ouderkerk, visto de Beth Haim

Ouderkerk aan de Amstel é uma povoação nos arredores de Amesterdão, na municipalidade de Ouder-Amstel. Fica aqui situado o cemitério israelita português de Beth Haim.